# Кідвелліт
Кідвелліт - незвичайний мінерал з класу фосфатів, який був виявлений в Арканзасі, США. Він був схвалений IMA в 1974 році, але був названий лише в 1978 році Муром та Іто на честь Альберта Льюїса (Лоуса) Кідвелла.

## Властивості
Кідвелліт зазвичай має ботріоїдальну або голчасту форму кристалів. Блиск цих кулястих агрегатів зазвичай матовий і має оксамитову поверхню. Однак він може також вирощувати волокнисті стовпчасті кристали, хоча така форма зустрічається набагато рідше. Через схожість у твердості, кольорі та структурі кристала його можна сплутати з натрієвим меуригітом. Простий спосіб їх відрізнити полягає в тому, що меуригіт-Na має білу рису, а кідвелліт — жовту.
Мінерал не проявляє радіоактивних властивостей. Кідвелліт в основному складається з кисню (44,43%), заліза (36,73%) і фосфору (13,58%). Він також містить невелику кількість міді (2,32%), натрію (1,68%) і водню (1,25%).
Коли Мур та Іто спочатку описали його в 1978 році, дослідники повідомили, що мінерал кристалізується в просторовій групі A2/m, Am або A2, що пізніше виявилося неправильним, як продемонструвало структурне дослідження.
Згідно з одним зразком, кідвелліт також може іноді містити арсен. Зразки з невеликим вмістом арсену були зібрані з рудника "Клара" (Grube Clara) у Шварцвальді, Німеччина. Це дослідження було виконано автором журналу Уве Колічем. Він стверджував, що дані схожі на результати Валенти в 1990 році, виконані на зразках з того ж місця. Зразки, отримані з рудника "Клара", що містять арсен, можна легко пояснити, оскільки в шахті можна знайти багато арсенових мінералів. Інші домішки включають алюміній і мідь. Порівнюючи свої висновки з Муром та Іто, автор запропонував переглянути як хімічну формулу, так і симетрію. Це було прийнято IMA, оскільки і формула, і просторова група тепер такі самі, як описав Коліч у своїх висновках.

## Орієнтовані зрощення
Декілька авторів повідомили, що кідвелліт має епітаксіальні зрощення з фосфатами заліза. У руднику "Ротлойфхен" (Grube Rotläufchen), Німеччина, у 1978 році Дітріх знайшов голки кідвелліту на поверхні гідротермально зміненого рокбриджиту. Келлер повідомив про подібну знахідку в Намібії в 1985 році, де він виявив більш старі рокбриджити з орієнтованими розростаннями волокнистого кідвелліту. У 1995 році Валента описав кристали дюфреніту, які на кінчику перетворюються на кідвелліт. Вищезгаданий мінералог – разом з Теї – у 2001 році спостерігав, як волокнистий кідвелліт перетворюється на лаубманніт. Подібність структури кідвелліту та лаубманніту та інших волокнистих фосфатів заліза пояснює повідомлення про епітаксіальне зрощення.

## Відкриття, прояви
Кідвелліт був описаний Муром та Іто з родовищ новакуліту в Арканзасі. Незважаючи на те, що цей мінерал зустрічається в численних місцях, кідвелліт не має інших досліджень, крім того, яке провели два вищезгаданих мінералоги. Це пізній або вторинний мінерал. Зазвичай зустрічається в родовищах заліза, що містять фосфати, як заміна берауніту та рокбриджиту. Кідвелліт можна знайти в Арканзасі, США, у рудниках "Coon Creek" і "Three Oak Gap" в окрузі Полк. Його також можна знайти в Алабамі, Бразилії,
Кідвелліт може асоціюватися з рокбриджитом, бераунітом, штренгітом, какоксенітом, халькосидеритом, елеоноритом і дюфренітом.